# Thierry Gerbier
Thierry Paul Louis Gerbier (ur. 21 września 1965 w Chambéry, zm. 13 listopada 2013 w Le Pontet) – francuski biathlonista, dwukrotny medalista mistrzostw świata.

## Kariera
Pierwszy sukces w karierze osiągnął w 1985 roku, kiedy na mistrzostwach świata juniorów w Egg wraz z kolegami z reprezentacji zdobył brązowy medal w sztafecie.
W Pucharze Świata zadebiutował 16 stycznia 1986 roku w Anterselvie, zajmując 71. miejsce w biegu indywidualnym. Pierwsze punkty zdobył 17 grudnia 1987 roku w Hochfilzen, gdzie był piętnasty w tej samej konkurencji. Na podium zawodów tego cyklu po raz pierwszy stanął 19 stycznia 1989 roku w Borowcu, kończąc rywalizację w biegu indywidualnym na drugiej pozycji. W zawodach tych rozdzielił Jana Matouša z Czechosłowacji i Eirika Kvalfossa z Norwegii. W kolejnych startach jeszcze trzy razy uplasował się w czołowej trójce: 18 marca 1989 roku w Steinkjer był trzeci w sprincie, 25 stycznia 1990 roku w Ruhpolding był trzeci w biegu indywidualnym, a 18 stycznia 1992 roku w Ruhpolding zajął drugie miejsce w sprincie. Najlepsze wyniki osiągnął w sezonie 1989/1990, kiedy zajął 11. miejsce w klasyfikacji generalnej.
Na mistrzostwach świata w Mińsku/Oslo/Kontiolahti w 1990 roku zdobył dwa medale. Najpierw razem z Xavierem Blondem, Christianem Dumontem i Hervé Flandinem zajął drugie miejsce w sztafecie. Następnie Dumont, Flandin, Gerbier i Stéphane Bouthiaux zajęli trzecie miejsce w biegu drużynowym. Był też między innymi piętnasty w biegu indywidualnym podczas mistrzostw świata w Feistritz rok wcześniej.
W 1988 roku wystartował na igrzyskach olimpijskich w Calgary, gdzie w swoim jedynym starcie zajął 41. miejsce w biegu indywidualnym. Brał też udział w igrzyskach w Albertville cztery lata później, zajmując 39. miejsce w tej konkurencji i szóste w sztafecie.

## Osiągnięcia

### Igrzyska olimpijskie
| Rok  | Miejscowość | Konkurencje | Konkurencje | Konkurencje | Konkurencje | Konkurencje | Konkurencje | Konkurencje |
| Rok  | Miejscowość | IN          | SP          | PU          | MS          | RL          | MR          | SR          |
| ---- | ----------- | ----------- | ----------- | ----------- | ----------- | ----------- | ----------- | ----------- |
| 1988 | Calgary     | 41.         | –           | nd.         | nd.         | –           | nd.         | –           |
| 1992 | Albertville | 39.         | –           | nd.         | nd.         | 6.          | nd.         | –           |

### Mistrzostwa świata
| Rok  | Miejscowość            | Konkurencje | Konkurencje | Konkurencje | Konkurencje | Konkurencje | Konkurencje | Konkurencje |
| Rok  | Miejscowość            | IN          | SP          | PU          | MS          | RL          | MR          | SR          |
| ---- | ---------------------- | ----------- | ----------- | ----------- | ----------- | ----------- | ----------- | ----------- |
| 1989 | Feistritz              | 15.         | 22.         | nd.         | nd.         | 5.          | nd.         | –           |
| 1990 | Mińsk/Oslo/Kontiolahti | 18.         | 21.         | nd.         | nd.         | 2.          | nd.         | –           |
| 1991 | Lahti                  | –           | –           | nd.         | nd.         | –           | nd.         | –           |

### Puchar Świata

#### Miejsca w klasyfikacji generalnej
| Sezon     | Miejsce |
| --------- | ------- |
| 1985/1986 | -       |
| 1987/1988 | 31.     |
| 1988/1989 | 17.     |
| 1989/1990 | 11.     |
| 1990/1991 | 45.     |
| 1991/1992 | 24.     |
| 1992/1993 | -       |
| 1993/1994 | 77.     |

#### Miejsca na podium chronologicznie
| Lp. | Dzień       | Rok  | Miejscowość | Konkurencja                | Lokata | Pudła   | Czas biegu | Strata  | Zwycięzca         |
| --- | ----------- | ---- | ----------- | -------------------------- | ------ | ------- | ---------- | ------- | ----------------- |
| 1.  | 19 stycznia | 1989 | Borowec     | Bieg indywidualny na 20 km | 2.     | 0+0+0+0 | 54:42,5    | +1:37,2 | Jan Matouš        |
| 2.  | 18 marca    | 1989 | Steinkjer   | Sprint na 10 km            | 3.     | 0+0     | 28:41,0    | +51,0   | Fritz Fischer     |
| 3.  | 25 stycznia | 1990 | Ruhpolding  | Bieg indywidualny na 20 km | 3.     | 1       | 58:19,7    | +2:23,3 | Siergiej Czepikow |
| 4.  | 18 stycznia | 1992 | Ruhpolding  | Sprint na 10 km            | 2.     | 0+0     | 27:23,9    | +7,3    | Jens Steinigen    |